# سيموني إنزاغي
سيموني إنزاغي (بالإيطالية: Simone Inzaghi، من مواليد 5 أبريل 1976)، هو مدرب كرة قدم إيطالي محترف ولاعب سابق، يشغل حاليًا منصب المدير الفني لنادي الهلال السعودي في دوري المحترفين السعودي. يُلقب بـ"شيطان بياتشينزا" نظرًا لقدرته على إيجاد حلول تكتيكية غير متوقعة وأسلوبه المميز في التواصل اللفظي وغير اللفظي أثناء التدريب. ويُعرف أيضًا بمساهمته في إعادة إحياء أسلوب اللعب التكتيكي 3–5–2.
بدأ إنزاغي مسيرته الكروية عام 1994 مع نادي بياتشينزا، لكنه أُعير إلى عدة أندية، من بينها نوفارا ولومازاني، حيث فاز بلقب دوري الدرجة الثالثة الإيطالي (سيري C2) في موسمي 1996 و1997 على التوالي. وفي عام 1999، انضم إلى لاتسيو، حيث توّج بلقب الدوري الإيطالي، وثلاثة ألقاب في كأس إيطاليا، ولقب في كأس السوبر الإيطالي، ولقب كأس السوبر الأوروبي. كما لعب مع سامبدوريا وأتالانتا على سبيل الإعارة قبل أن يعتزل اللعب في عام 2010. وعلى الصعيد الدولي، خاض ثلاث مباريات مع المنتخب الإيطالي بين عامي 2000 و2003.
بدأ إنزاغي مسيرته التدريبية مع الفريق الأول لنادي لاتسيو عام 2016، بعد أن تولى تدريب فرق الشباب في النادي منذ عام 2010، وحقق مع الفريق الأول لقبًا في كأس إيطاليا ولقبين في كأس السوبر الإيطالي. وفي عام 2021، انتقل لتدريب نادي إنتر ميلان، حيث فاز بلقب الدوري الإيطالي، وبلقبين في كأس إيطاليا، وثلاثة ألقاب متتالية في كأس السوبر الإيطالي، كما بلغ نهائي دوري أبطال أوروبا عامي 2023 و2025.

## المسيرة الكروية

### الأندية
بدأ سيموني إنزاغي مسيرته الاحترافية في عام 1993 مع نادي مسقط رأسه بياتشينزا، رغم أنه لم يشارك في أي مباراة مع الفريق الأول خلال ذلك الموسم. في العام التالي، أُعير إلى نادي كاربي الذي كان ينشط في الدرجة الثالثة، وسجّل هدفه الأول في موسم 1995–1996 خلال فترة إعارته إلى نادي نوفارا في الدرجة الرابعة. بعد إعارتين إضافيتين إلى لوميتسانه وبريتشيلو، عاد إنزاغي إلى بياتشينزا لموسم 1998–1999 في دوري الدرجة الأولى الإيطالي (السيري آ)، والذي كان موسمه الأول في دوري الأضواء، حيث سجّل 15 هدفًا في 30 مباراة، ما مهد له الانتقال إلى نادي لاتسيو.
رغم وجود منافسة شديدة في خط الهجوم مع لاعبين كبار أمثال مارسيلو سالاس وآلين بوكسيتش، فإن سياسة التناوب التي اتبعها المدرب سفين غوران إريكسون سمحت لإنزاغي بالحصول على وقت للعب، إذ شارك في 22 مباراة من أصل 34 في الدوري خلال موسم 1999–2000 الناجح للغاية مع لاتسيو، وسجّل خلالها سبعة أهداف، وساهم في تحقيق الثنائية المحلية بعد الفوز بلقبي الدوري وكأس إيطاليا. أما في دوري أبطال أوروبا، فقد سجّل تسعة أهداف في 11 مباراة، بما في ذلك أربعة أهداف في مباراة واحدة ضد مارسيليا في 14 مارس 2000، معادلًا الرقم القياسي في البطولة الذي كان بحوزة ماركو فان باستن منذ عام 1992.
لم تكن المواسم التالية بنفس المستوى من النجاح، لكن إنزاغي ساهم في فوز لاتسيو بلقب آخر في كأس إيطاليا موسم 2003–2004، وفي سبتمبر من ذلك العام، جدّد عقده مع النادي حتى يونيو 2009. قضى إنزاغي النصف الثاني من موسم 2004–2005 مع نادي سامبدوريا في صفقة تبادلية لستة أشهر مع اللاعب فابيو بازاني. عاد إلى لاتسيو لموسم 2005–2006 وبقي خلال الموسم الذي تلاه، لكنه شارك في 12 مباراة فقط خلال تلك الفترة. في الموسم التالي، انتقل إنزاغي إلى نادي أتالانتا على سبيل الإعارة، ورغم معاناته في البداية لاستعادة مستواه، إلا أنه شارك في 19 مباراة في الدوري، معظمها كبديل في الشوط الثاني، دون أن يسجل أي هدف.
عاد إنزاغي إلى لاتسيو في موسم 2008–2009، رغم أنه لم يكن ضمن خطط المدرب ديلّيو روسي. لم يُكتب لانتقاله إلى نادٍ آخر أن يتم، فعاد للمشاركة مع الفريق في مباراة كأس أمام أتالانتا، وانتهت بفوز لاتسيو 2–0. أنهى الموسم بالفوز بلقب كأس إيطاليا للمرة الثالثة في مسيرته، رغم أنه لم يشارك في المباراة النهائية. في الدوري، شارك للمرة الأولى في أكتوبر كبديل وسجّل هدف التعادل قبل دقيقتين من نهاية المباراة أمام ليتشي في تعادل 1–1، وكان هذا أول أهدافه في الدوري منذ سبتمبر 2004. لكنه لم يشارك سوى في 12 مباراة خلال موسمين، ليقرر الاعتزال في صيف عام 2010 عن عمر 34 عامًا.

### المنتخب الوطني
لعب إنزاغي ثلاث مباريات دولية مع منتخب إيطاليا، جميعها في لقاءات ودية. جاءت أول مشاركة له تحت قيادة المدرب دينو زوف في 29 مارس 2000، خلال الخسارة 0–2 أمام إسبانيا في برشلونة، حيث دخل بديلاً في الدقيقة 60 مكان ستيفانو فيوري، وشارك إلى جانب شقيقه الأكبر فيليبو في خط الهجوم. شارك في مباراتين إضافيتين مع المنتخب تحت قيادة المدرب جوفاني تراباتوني، الأولى أمام إنجلترا في تورينو بتاريخ 15 نوفمبر 2000 وانتهت بفوز إيطاليا 1–0، والثانية أمام رومانيا في أنكونا في 16 نوفمبر 2003 وانتهت أيضًا بفوز إيطاليا 1–0.

## أسلوب اللعب
كان أسلوب لعب سيموني إنزاغي طوال مسيرته يُقارن بأسلوب شقيقه الأكبر فيليبو وبالمهاجم الإيطالي باولو روسي. وعلى الرغم من أنه لم يكن يتمتع بمهارات فنية عالية، إلا أنه كان مهاجمًا طويل القامة وسريع الحركة وذو بنية نحيلة، واشتهر أساسًا بحاسته التهديفية، وقدرته على اللعب على حدود التسلل، وإنهائه الهجمات بدقة داخل منطقة الجزاء، لا سيما من المسافات القريبة، وذلك بفضل حسه التمركزي واستغلاله للفرص.

## المسيرة التدريبية

### لاتسيو
بعد اعتزاله، بقي سيموني إنزاغي ضمن صفوف نادي لاتسيو، حيث تولى تدريب فريقي الشباب (ألييفي) ثم فريق البريمافيرا (تحت 19 عامًا). وفي 3 أبريل 2016، تم تعيينه مدربًا مؤقتًا للفريق الأول عقب إقالة المدرب ستيفانو بيولي.
كان من المفترض أن يتولى الأرجنتيني مارسيلو بييلسا تدريب الفريق في موسم 2016–17، لكن بييلسا استقال بعد أقل من أسبوع من تعيينه لأسباب غير معلنة، فعُيِّن إنزاغي مدربًا دائمًا. قاد الفريق لتحقيق المركز الخامس في الدوري المحلي والوصول إلى نهائي كأس إيطاليا، الذي خسره أمام يوفنتوس. وفي 7 يونيو 2017، جدد عقده مع النادي حتى عام 2020.
بدأ موسم 2017–18 بقوة، حيث فاز لاتسيو على يوفنتوس بنتيجة 3–2 في كأس السوبر الإيطالي. مرة أخرى أنهى الفريق الموسم في المركز الخامس، وفشل في التأهل لدوري أبطال أوروبا بعد خسارة حاسمة بنتيجة 2–3 على أرضه أمام إنتر ميلان في الجولة الأخيرة.
في موسم 2018–19، فاز الفريق بكأس إيطاليا بعد الانتصار 2–0 على أتالانتا، محققًا اللقب المحلي السابع في تاريخه، والتأهل تلقائيًا إلى دور المجموعات في الدوري الأوروبي.
في 22 ديسمبر 2019، أحرز إنزاغي لقبه الثاني في كأس السوبر الإيطالي مع لاتسيو بعد فوز 3–1 على يوفنتوس.
في موسم 2019–20، قاد لاتسيو لتحقيق المركز الرابع في الدوري، ما منح الفريق فرصة المشاركة في دوري أبطال أوروبا 2020–21 لأول مرة منذ موسم 2007–08. وتمكن الفريق من بلوغ دور الـ16 في تلك النسخة.

### إنتر ميلان
في 27 مايو 2021، وبعد تزايد الأنباء حول اقترابه من تدريب إنتر ميلان، أعلن لاتسيو رسميًا رحيل إنزاغي عن الفريق. وفي 3 يونيو 2021، وقع إنزاغي عقدًا لمدة عامين لتولي تدريب إنتر.
في موسمه الأول، فاز إنزاغي بكأس السوبر الإيطالي في 12 يناير 2022، ثم أحرز كأس إيطاليا في 11 مايو 2022، بعد الفوز على يوفنتوس في كلتا المناسبتين، الأولى بنتيجة 2–1 في ملعب سان سيرو، والثانية 4–2 بعد التمديد في الأولمبيكو. أنهى الدوري في المركز الثاني، وكان فريقه الأقوى هجوميًا بتسجيله 84 هدفًا. أما في دوري الأبطال، فودّع الفريق البطولة من دور الـ16 أمام ليفربول بنتيجة إجمالية 2–1 (خسارة 2–0 في سان سيرو وفوز 1–0 في أنفيلد).
في موسمه الثاني، وعلى الرغم من أداء متذبذب في الدوري المحلي سمح لنابولي بالتتويج المبكر، إلا أن إنزاغي حصد لقب السوبر الإيطالي مجددًا وقاد الفريق للفوز بكأس إيطاليا مرة أخرى. ولكن الإنجاز الأبرز تمثل في قيادته إنتر إلى نهائي دوري أبطال أوروبا للمرة الأولى منذ 13 عامًا، بعد مشوار ناجح تضمن الفوز على الجار ميلان بنتيجة إجمالية 3–0 في نصف النهائي. غير أن إنتر خسر النهائي بنتيجة 1–0 أمام مانشستر سيتي. وفي 5 سبتمبر 2023، مدد إنزاغي عقده مع إنتر حتى عام 2025.
في 15 يناير 2024، حصل إنزاغي على المركز الثالث في جائزة "أفضل مدرب في العالم" لعام 2023، خلف الفائز بيب غوارديولا، ومواطنه لوتشيانو سباليتي. وفي 22 أبريل 2024، توّج إنزاغي بلقب الدوري الإيطالي 2023–24 مع إنتر بعد فوز 2–1 خارج أرضه في ديربي ميلانو. وفي 6 مايو 2025، قاد إنتر إلى نهائي دوري الأبطال للمرة السابعة في تاريخه، بعد الفوز على برشلونة بنتيجة إجمالية 7–6، ليصل إنزاغي إلى النهائي القاري للمرة الثانية في غضون ثلاث سنوات. لكنه خسر لقب الدوري الإيطالي في الجولة الأخيرة بفارق نقطة خلف نابولي، ثم خسر نهائي دوري الأبطال بنتيجة 5–0 أمام باريس سان جيرمان.
وفي 3 يونيو 2025، أعلن إنتر وإنزاغي إنهاء التعاقد بالتراضي.

### الهلال
في 4 يونيو 2025، أعلن نادي الهلال السعودي تعاقده مع سيموني إنزاغي لتدريب الفريق، بعقد يمتد لعامين.

## الحياة الشخصية
وُلد سيموني إنزاغي في مدينة بياشنزا بإقليم إميليا-رومانيا، وهو الشقيق الأصغر لفليبو إنزاغي، الذي أصبح بدوره لاعب كرة قدم ومهاجمًا شهيرًا.
في 14 مايو 2000، وأثناء فوز لاتسيو المفاجئ بلقب الدوري الإيطالي (السكوديتو) في الجولة الأخيرة من الموسم بعد صراع محتدم على الصدارة، كان سيموني يخوض مواجهة غير مباشرة ضد شقيقه الأكبر فليبو، الذي كان حينها لاعبًا في صفوف يوفنتوس ويخوض مباراة حاسمة خارج أرضه أمام بيروجيا. انتهت تلك المباراة بخسارة يوفنتوس الشهيرة 0–1، ما أتاح للاتسيو تجاوز يوفنتوس في الصدارة خلال الساعة الأخيرة من المنافسة. في ذلك اليوم، سجل سيموني هدف التقدم من ركلة جزاء في الفوز التاريخي 3–0 على ريجينا، بينما فشل فليبو في التأثير على نتيجة اللقاء في بيروجيا، ليخسر يوفنتوس اللقب في اللحظات الأخيرة.
كان سيموني إنزاغي على علاقة مع الممثلة ومقدمة البرامج التلفزيونية أليسا ماركوتسي حتى عام 2004، وله منها ابن وُلد في عام 2001. وفي 3 يونيو 2018، تزوج من غايا لوكاريلو، ولديه منها ولدان.

## روابط خارجية
- سيموني إنزاغي على موقع الاتحاد الدولي (مؤرشف)  (الإنجليزية)
- سيموني إنزاغي على موقع الاتحاد الأوربي (الإنجليزية)
- سيموني إنزاغي على موقع قاعدة بيانات كرة القدم.إي يو (الإنجليزية)
- سيموني إنزاغي على موقع بيانات كرة القدم. دي إي (الألمانية)
- سيموني إنزاغي على موقع ناشيونال فوتبول تيمز (الإنجليزية)
- سيموني إنزاغي على موقع Soccerbase.com (لاعب) (الإنجليزية)
- سيموني إنزاغي على موقع Soccerway.com (الإنجليزية)
- سيموني إنزاغي على موقع عالم كرة القدم.نت (الإنجليزية)
- سيموني إنزاغي على موقع كووورة